# Edouard Mielche
Edouard David Mielche (8. august 1905 i Damsholte på Møn – 18. februar 1969 i København) var en dansk skuespiller.
Han blev student i 1924 og debuterede på Dagmarteatret i 1926.
Efter nogle år på dette teater kom han senere til Aarhus Teater, hvor han var ansat frem til 1944.
Siden fik han roller på Frederiksberg Teater, Det ny Teater og Alléscenen.

## Udvalgt filmografi
- Paustians Uhr – 1932
- Elverhøj – 1939
- Pas på svinget i Solby – 1940
- Affæren Birte – 1945
- Mani – 1947
- Røverne fra Rold – 1947
- Kristinus Bergman – 1948
- Han, hun, Dirch og Dario – 1962
- Gertrud – 1964
- Premiere i helvede – 1964
- Der var engang – 1966
- Min søsters børn – 1966
- Elsk din næste – 1967
- Woyzeck – 1968
- Farlig sommer – 1969